# Veronica Swift
Veronica Swift (1994) is een Amerikaanse jazzzangeres.

## Carrière
Veronica Swift groeide aanvankelijk op in Charlottesville en is afkomstig uit een muzikantenfamilie. Haar ouders zijn de jazzmuzikant Hod O'Brien en Stephanie Nakasian. Al op 9-jarige leeftijd kreeg ze de gelegenheid om met Richie Cole en de ritmegroep van haar vader het eerste album Veronica's House of Jazz op te nemen. Op 11-jarige leeftijd trad ze op in de amusementsserie Women in Jazz  in de Dizzy's Club Coca-Cola. Op 13-jarige leeftijd kwam haar tweede album It's Great to Be Alive uit, waaraan ook de saxofonist Harry Allen meewerkte. Haar album Lonely Woman uit 2015 kreeg positieve recensies van de vakpers.
De bachelor in jazzzang kreeg Swift in 2016 aan de Frost School of Music (universiteit van Miami). Vervolgens verhuisde ze naar New York, waar ze een verbintenis had in de aldaar zijnde jazzclub Birdland. Verder trad ze op met Chris Botti, Benny Green en Michael Feinstein en toerde ze met Wynton Marsalis en het Jazz at Lincoln Center Orchestra. Swift was finaliste bij het Thelonious Monk-concours in 2015. Volgens Bill Milkowski beschikt ze over een perfecte toonhoogte en frasering. Op het gebied van jazz telt Tom Lord tussen 2004 en 2018 vier opnamesessies, waarbij ze was betrokken.

## Discografie
- 2004: Veronica's House of Jazz (SNOB) met Richie Cole, Hod O'Brien, Pete Spaar, Ronnie Free, Stephanie Nakasian
- 2007: It's Great to Be Alive! (SNOB) met Harry Allen, Hod O'Brien, Lee Hudson, Neal Miner, Jeff Brillinger, Stephanie Nakasian
- 2015: Lonely Woman met Emmet Cohen, Benny Bennack III, Daryl Johns, Matt Wigler, Scott Lowrie
- 2017: Jeff Rupert with Veronica Swift Let's Sail Away (Rupe) met Dan Miller, Christian Herrera, Saul Dautch, Richard Drexler, Charlie Silva, Marty Morell
- 2018: Benny Green: Then and Now met Anne Drummond, David Wong, Kenny Washington, Josh Jones
- 2019: Confessions
- 2021: This Bitter Earth